# COMX 35
COMX 35 је био кућни рачунар фирме COMX који је почео да се производи у САД од 1983. године.
Користио је CDP 1802 као микропроцесор. RAM меморија рачунара је имала капацитет од 35 kb (до 67 kb), 32 KB доступно Бејсик програмима. 

## Детаљни подаци
Детаљнији подаци о рачунару COMX 35 су дати у табели испод.
|                       |                                                                      |
| [ 1 ]                 |                                                                      |
| Произвођач            |                                                                      |
| Тип                   | кућни рачунар                                                        |
| Меморија              | 35 (до 67 ). 32 доступно Бејсик програмима.                          |
| Поријекло             | Сједињене Америчке Државе                                            |
| Година                | 1983                                                                 |
| Тастатура             | калкулаторски тип тастатуре, 55 тастера QWERTY                       |
| Процесор              | 1802                                                                 |
| Фреквенција процесора | 2                                                                    |
| RAM                   | 35 (до 67 ). 32 доступно Бејсик програмима.                          |
| ROM                   | 16                                                                   |
| Текст                 | 40 стубова x 24 линија. 64 велика АСКИ слова                         |
| Графика               | Нема, али 64 програмибилна графичка знака                            |
| Боја                  | 8                                                                    |
| Звук                  | 1 канални синтисајзер - 8 октава, 16 јачина гласа и посебних ефеката |
| Димензије             | 29 (ширина) x 16 (дубина) x 4,5 (висина)                             |
| Портови               |                                                                      |
| Оперативни систем     | [[]]                                                                 |